# ペプチジルアミドグリコール酸リアーゼ
ペプチジルアミドグリコール酸リアーゼ (2-C-methyl-D-erythritol 2,4-cyclodiphosphate synthase、EC 4.3.2.5)は、以下の化学反応を触媒する酵素である。
ペプチジルアミドグリコール酸 {\displaystyle \rightleftharpoons } ペプチジルアミド + グリオキシル酸
従って、この酵素の基質はペプチジルアミドグリコール酸のみ、生成物はペプチジルアミドとグリオキシル酸の2つである。
この酵素はリアーゼ、特にアミジンリアーゼに分類される。系統名は、ペプチジルアミドグリコール酸 ペプチジルアミドリアーゼ (グリオキシル酸形成)(peptidylamidoglycolate peptidyl-amide-lyase (glyoxylate-forming))である。他に、alpha-hydroxyglycine amidating dealkylase、peptidyl-alpha-hydroxyglycine alpha-amidating lyase、HGAD、PGL、PAL、peptidylamidoglycolate peptidylamide-lyase等とも呼ばれる。